# KinKi Single Selection II
《KinKi Single Selection II》是日本二人組合近畿小子的第2張單曲精選專輯。於2004年12月22日由傑尼斯娛樂唱片公司發行。

## 解說
本專輯是自2000年的『KinKi Single Selection』後相隔4年，收錄了自單曲『越來越喜歡 越來越愛／KinKi充滿幹勁之歌』後所有單曲A面曲的第2張單曲精選專輯。
具體來說，本專輯收錄了諸如「在我背上的翅膀」、「夏之王者」和「薄荷糖」等大熱作品是本專輯大受歡迎的其中一個原因。另外本專輯也收錄了二人合作創作的『Hey！大家好嗎？』B面曲「愛的聚合物」一曲，因為這曲是歌迷之間高人氣的作品之一，所以促使本專輯成為了注目作。專輯名稱方面，使用了「Selection」（精選）而非「Collection」（收藏集）是因為與上張精選專輯的理念相同。本專輯並非單純地只把所有單曲集合起來，而是經過細心挑選的。
初回版與同時發售的新單曲「Anniversary」作套裝一併發售。由於單曲本身定價只是500日圓，所以只需付出專輯價格+500日圓就可以購入這個連單曲一併作套裝發售的初回版。而通常版方面除封面不同之外，歌詞本的頁數也不一樣。不過收錄內容兩個版本一樣，只是沒有了單曲「Anniversary」綑綁在一起發售而已。
在上張精選專輯發售後，推出了一張撇除第1首純音樂外內容相同，但除掉兩人歌聲的卡拉OK專輯『KinKi KaraoKe Single Selection』。但本專輯並沒有同樣地推出一張隨後的卡拉OK專輯，使該張卡拉OK專輯成為了絕響。

## 收錄歌曲
1. 夏之王者（夏の王様）
  - ※堂本剛參與演出的東京放送連續劇『Summer Snow』主題曲。
  - 作曲：羽田一郎
  - 作詞：康　珍化
  - 編曲：船山基紀
2. 除了你誰都不愛（もう君以外愛せない）
  - ※堂本光一參與演出的日本電視台連續劇『天使消失的城市』主題曲。
  - 作曲：周　　水
  - 作詞：周　　水
  - 編曲：重實 徹
3. 在我背上的翅膀（ボクの背中には羽根がある）
  - ※堂本剛參與演出的日本電視台連續劇『向井荒太的動物日記～愛犬羅斯蘭蒂的災難～』主題曲。
  - 作曲：織田哲郎
  - 作詞：松本　隆
  - 編曲：家原正樹
4. 熱情
  - ※堂本光一參與演出的富士電視台連續劇『Rookie!』主題曲。
  - 作曲：Boris Dudevic
  - 作詞：Satomi
  - 編曲：松本良喜
5. Hey！大家好嗎？（Hey！みんな元気かい？）
  - ※堂本剛參與演出的東京放送連續劇『學校教師』主題曲。
  - 作曲：YO-KING
  - 作詞：YO-KING
  - 編曲：F.L.P.
6. 愛的聚合物（愛のかたまり）
  - ※KinKi Kids參與演出的森永製果廣告『Dars』主題曲。
  - 作曲：堂本光一
  - 作詞：堂本　剛
  - 編曲：吉田　建
7. 藍色憂傷（カナシミブルー）
  - ※KinKi Kids參與演出的UC信用卡廣告主題曲。
  - 作曲：堂島孝平
  - 作詞：堂島孝平
  - 編曲：CHOKKAKU
8. solitude～真實的告別～（solitude）
  - ※堂本光一參與演出的日本電視台連續劇『Remote』（台譯：遙控刑警）主題曲。
  - 作曲：K.Dino
  - 作詞：K.Dino
  - 編曲：ha-j
9. 永恆的BLOODS（BLOODS）
  - ※堂本光一參與演出的日本可口可樂廣告『No Reason! Coca-Cola 2003』主題曲。
  - 作曲：堂島孝平
  - 作詞：淺田信一
  - 編曲：ha-j
  - 弦樂編排：村山達哉
10. 把夢想留給心把愛留給你（心に夢を君には愛を）
  - 作曲：松本良喜
  - 作詞：Satomi
  - 編曲：松本良喜
  - 管樂編排：下神龍哉
11. 閃耀☆渴望（ギラ☆ギラ）
  - 作曲：本間昭光
  - 作詞：Satomi
  - 編曲：本間昭光
12. 薄荷糖（薄荷キャンディー）
  - ※堂本剛參與演出的東京放送連續劇『前男友』主題曲。
  - 作曲：Fredrik Hult、Ola Larsson、Öystein Grindheim、Henning Harturng
  - 作詞：松本　隆
  - 編曲：Fredrik Hult、Ola Larsson、Öystein Grindheim、Henning Harturng
  - 和唱編排：三谷泰弘
13. 嘿，我會加油。（ね、がんばるよ。）
  - 作曲：吉田美和、中村正人
  - 作詞：吉田美和
  - 編曲：Ike Nelson、中村正人
  - 銅樂編排：下神龍哉
  - 弦樂編排：齋藤　貓